# Lijst van personages uit Heroes
Dit is een lijst van personages uit de televisieserie Heroes

## A
- Charlie Andrews (fotografisch geheugen)
- Arnold (ruimte-tijd manipulatie)

## B
- Bridget Bailey (psychometrie via objecten)
- Claire Bennet (celregeneratie, adoptiedochter van Noah)
- Noah Bennet (adoptievader van Claire)
- Bob Bishop (alchemie, vader van Elle)
- Elle Bishop (elektrokinese, dochter van Bob)
- Nancy Brice (manipulatie zwaartekracht)
- Sandra Bennet (moeder van Claire en echtgenote van Noah)
- Lyle Bennet (zoon van Noah en Sandra en adoptiefbroer van Claire)
- Gretchen Berg (studente waar Claire mee bevriend raakt)

## C
- Caitlin (Ierse jonge vrouw waar Peter mee bevriend raakt)
- Luke Campbell (microgolven manipulatie)
- Emma Coolidge (synesthesie)

## D
- Damien (telepathische genezing)
- Emile Danko (senior agent van Homeland Security die jaagt op mensen met gaves)
- Brian Davis (telekinese)
- Damon Dawson (broertje van Monica)
- Monica Dawson (The Copycat, kan fysiek alles wat ze ziet nadoen)
- "Nana" Dawson (oma van Monica en Damon)
- Charles Deveaux (verschijnen in illusies, vader van Simone)
- Simone Deveaux (dochter van Charles)
- Eric Doyle (poppenbespeling)

## E
- Eli (produceren van klonen van zichzelf)
- Edgar (supersnelheid)

## F
- Alan Freud (manipulatiewaarschijnlijkheid)

## G
- The German (de Duitser) (magnetisme)
- Lauren Gilmore (CIA-agente die samenwerkt met Noah Bennet)
- Hana Gitelman (cyberpathie)
- Flint Gordon, Jr. (pyrokinese, broer van Meredith)
- Meredith Gordon (pyrokinese, biologische moeder van Claire)
- Gabriel Gray, zie Sylar
- Martin Gray (adoptievader en oom van Sylar)
- Samson Gray (intuïtieve aanleg en daardoor andere gaven stelen, biologische vader van Sylar)
- Virginia Gray (adoptiemoeder van Sylar)
- Jeremy Greer (geven en ontnemen van leven)

## H
- The Haitian Guy (herinneringen manipuleren en sommige gaven blokkeren)
- D.L. Hawkins (kan door vaste voorwerpen heen bewegen, echtgenoot van Niki en vader van Micah)
- Paulette Hawkins (versterken van andere gaves, moeder van D.L.)
- Audrey Hanson (FBI-agente die samenwerkt met Matt Parkman)
- Alejandro Herrera (Maya's daden ongedaan maken, broer van Maya)
- Maya Herrera (vele mensen tegelijk doden als ze in paniek raakt, zus van Alejandro)
- Hesam (collega van Peter bij de ambulance)

## I
- Sanjog Iyer (spirituele gids via dromen)

## K
- Takezo Kensei, later Adam Monroe (celregeneratie en onsterfelijkheid)

## L
- Daniel Linderman (levende dingen genezen)
- Sue Landers (leugendetectie)
- Lydia (empathie, het inzien van iemands verlangens)

## M
- Robert Malden (gouverneur van New York)
- Aron Malsky (advocaat die voor Linderman werkte)
- Debbie Marshall (cheerleader in Costa Verde)
- James Martin (gedaanteverwisseling)
- Ando Masahashi (vriend van Hiro)
- Eden McCain (psychologische overtuiging)
- Isaac Mendez (helderziendheid via visuele kunst)
- Ian Michaels (manipulatie van planten)
- Daphne Millbrook (supersnelheid)
- Brody Mitchum (klasgenoot van Claire)
- Adam Monroe, zie Takezo Kensei
- Mr. Muggles (huishondje van Sandra Bennett)
- Jesse Murphy (krachtige sonische golven met zijn stem produceren)

## N
- Hiro Nakamura (ruimte-tijd manipuleren)
- Ishi Nakamura (levende dingen genezen door een zoen, moeder van Hiro)
- Kaito Nakamura (kan alle variabelen van een situatie zien, vader van Hiro)
- Kimiko Nakumura (gave onbekend, zus van Hiro)

## P
- Janice Parkman (echtgenote van Matt)
- Matt Parkman (telepathie (gedachtelezen), echtgenoot van Janice en zoon van Maury)
- Matt Parkman Jr. (aan- en uitzetten van objecten, zoontje van Matt en Janice)
- Maury Parkman (telepathie, vader van Matt)
- Angela Petrelli (toekomstdromen, moeder van Peter en Nathan en grootmoeder van Claire Bennet)
- Arthur Petrelli (kan eender welke gave wegnemen en zelf absorberen door persoon aan te raken, echtgenoot van Angela en vader van Nathan en Peter)
- Heidi Petrelli (vrouw van Nathan)
- Nathan Petrelli (vliegen, vader van Claire Bennet, broer van Peter)
- Peter Petrelli (gaven kopiëren via empathie, broer van Nathan)
- Simon & Monty Petrelli (zoontjes van Nathan en Heidi)
- Daniel Pine (transformeren van delen van zijn lichaam in metaal)
- Victoria Pratt (gave onbekend, mede-oprichtster en wetenschapper van de Company)

## R
- Claude Rains (onzichtbaarheid)
- Ricky (Ierse crimineel en broer van Caitlin)
- West Rosen (vliegen)

## S
- Baron Samedi (ondoordringbare huid)
- Hal Sanders (adoptievader van Niki en Jessica)
- Jessica Sanders (overleden adoptiefzus en alter-ego van Niki)
- Micah Sanders (technopaat, zoon van D.L. Hawkins en Niki Sanders)
- Niki Sanders (alternatieve persoonlijkheid die bovenmenselijk sterk is, echtgenote van D.L. Hawkins en moeder van Micah)
- Alice Shaw (weermanipulatie, vervreemde zus van Angela Petrelli en tante van Peter en Nathan)
- Mira Shenoy (geneticus uit India en geliefde van Mohinder)
- Dale Smither (supergehoor)
- Ted Sprague (radioactiviteit)
- Mohinder Suresh (zoon van Chandra Suresh)
- Chandra Suresh (vader van Mohinder Suresh)
- Sylar (onmenselijke drang om macht te voelen door vermoorden van mensen, ziet in hun brein hoe hun gave werkt)
- Tracy Strauss (cryokinese en bevriezing, zus van Niki)
- Amanda Strazzulla (dochter van Lydia)
- Joseph Sullivan (overleden broer van Samuel)
- Samuel Sullivan (terrakinese)

## T
- Rebecca "Becky" Taylor (onzichtbaarheid)
- Zane Taylor (objecten vloeibaar maken)
- Eric Thompson, Sr. (Company-agent)
- Tina (vriendin van Niki)

## U
- Usutu (helderziend via schilderen)

## W
- Molly Walker (helderziendheid: mensen opsporen)
- Benjamin "Knox" Washington (superkracht door angsten waarnemen van anderen)
- Vanessa Wheeler (oude vlam van Samuel Sullivan)
- Whitebeard (oorlogskrijger uit het feodale Japan)
- Jackie Wilcox (cheerleader en klasgenote van Claire)
- Candice Wilmer (illusies creëren en gedaanteverwisseling)
- Alex Woolsley (onderwater ademen)

## Y
- Yaeko (dochter van de zwaardsmid en geliefde van Hiro in het feodale Japan)

## Z
- Zach (klasgenoot en vriend van Claire die afweet van haar gave)
- Dr. Jonas Zimmerman (wetenschapper die voor de Company heeft gewerkt)